# Binz (motorfiets)
Binz is een historisch merk van scooters en lichte motorfietsen.
Binz was een kleine fabriek die tussen 1954 en 1958 scooters met 47cc-ILO- en 49cc-Sachs-motoren maakte. Vanaf 1957 kwamen er ook motorfietsen met 150cc-Sachs-blokken, maar in 1958 moest de productie wegens gebrek aan succes worden beëindigd.